# Kirgistan na Letnich Igrzyskach Olimpijskich 2012
Kirgistan na Letnich Igrzyskach Olimpijskich 2012, które odbyły się w Londynie, reprezentowało 14 zawodników. Nie zdobyli oni żadnego medalu.
Był to piąty start reprezentacji Kirgistanu na letnich igrzyskach olimpijskich.

## Reprezentanci

### Judo
Mężczyźni
| Zawodnik           | Konkurencja    | 1/16                            | 1/8              | Ćwierćfinał      | Półfinał         | Repasaż 1        | Repasaż 2        | Final            | Final   |
| Zawodnik           | Konkurencja    | Przeciwnik Wynik                | Przeciwnik Wynik | Przeciwnik Wynik | Przeciwnik Wynik | Przeciwnik Wynik | Przeciwnik Wynik | Przeciwnik Wynik | Pozycja |
| ------------------ | -------------- | ------------------------------- | ---------------- | ---------------- | ---------------- | ---------------- | ---------------- | ---------------- | ------- |
| Czynggyz Mamedow   | -90 kg         | Masashi Nishiyama P 000 – 011   | NQ               | NQ               | NQ               | NQ               | NQ               | NQ               | 17-30.  |
| Jurij Krakowieckij | powyżej 100 kg | Vlăduț Simionescu P 0000 - 1001 | NQ               | NQ               | NQ               | NQ               | NQ               | NQ               | 17-32.  |

### Lekkoatletyka
Mężczyźni
| Zawodnik      | Konkurencja   | Eliminacje | Eliminacje | Półfinał | Półfinał | Finał | Finał   |
| Zawodnik      | Konkurencja   | Wynik      | Miejsce    | Wynik    | Miejsce  | Wynik | Miejsce |
| ------------- | ------------- | ---------- | ---------- | -------- | -------- | ----- | ------- |
| Erżan Askarow | Bieg na 800 m | 1:59.56    | 8.         | NQ       | NQ       | NQ    | NQ      |

Kobiety
| Zawodniczka                 | Konkurencja | Eliminacje | Eliminacje | Półfinał | Półfinał | Finał   | Finał   |
| Zawodniczka                 | Konkurencja | Wynik      | Miejsce    | Wynik    | Miejsce  | Wynik   | Miejsce |
| --------------------------- | ----------- | ---------- | ---------- | -------- | -------- | ------- | ------- |
| Julija Andriejewa-Archipowa | Maraton     | —          | —          | —        | —        | 2:36:01 | 60.     |

### Pływanie
Mężczyźni
| Zawodnik            | Konkurencja      | Eliminacje | Eliminacje | Półfinał | Półfinał | Finał | Finał   |
| Zawodnik            | Konkurencja      | Czas       | Miejsce    | Czas     | Miejsce  | Czas  | Miejsce |
| ------------------- | ---------------- | ---------- | ---------- | -------- | -------- | ----- | ------- |
| Dmitrij Aleksandrow | 200 m klasycznym | 2:17.92    | 32.        | NQ       | NQ       | NQ    | NQ      |

Kobiety
| Zawodniczka    | Konkurencja      | Eliminacje | Eliminacje | Półfinał | Półfinał | Finał | Finał   |
| Zawodniczka    | Konkurencja      | Czas       | Miejsce    | Czas     | Miejsce  | Czas  | Miejsce |
| -------------- | ---------------- | ---------- | ---------- | -------- | -------- | ----- | ------- |
| Darja Tałanowa | 200 m klasycznym | 2:38.01    | 34.        | NQ       | NQ       | NQ    | NQ      |

### Podnoszenie ciężarów
Mężczyźni
| Zawodnik           | Konkurencja | Rwanie | Rwanie  | Podrzut | Podrzut | Razem  | Pozycja |
| Zawodnik           | Konkurencja | Wynik  | Pozycja | Wynik   | Pozycja | Razem  | Pozycja |
| ------------------ | ----------- | ------ | ------- | ------- | ------- | ------ | ------- |
| Bekzat Osmonalijew | do 56 kg    | 127 kg | 3.      | X       | —       | 127 kg | —       |

### Strzelectwo
Mężczyźni
| Zawodnik        | Konkurencja                             | Kwalifikacje | Kwalifikacje | Finał | Finał   |
| Zawodnik        | Konkurencja                             | Wynik        | Pozycja      | Wynik | Pozycja |
| --------------- | --------------------------------------- | ------------ | ------------ | ----- | ------- |
| Rusłan Ismaiłow | Pistolet pneumatyczny 10m               | 593          | 21.          | NQ    | NQ      |
| Rusłan Ismaiłow | Karabin małokalibrowy trzy postawy 50 m | 1146         | 40.          | NQ    | NQ      |

### Taekwondo
Mężczyźni
| Zawodnik       | Konkurencja | 1/8                     | Ćwierćfinał      | Półfinał         | Repesaż 1        | Repesaż 2        | Finał            | Finał   |
| Zawodnik       | Konkurencja | Przeciwnik Wynik        | Przeciwnik Wynik | Przeciwnik Wynik | Przeciwnik Wynik | Przeciwnik Wynik | Przeciwnik Wynik | Pozycja |
| -------------- | ----------- | ----------------------- | ---------------- | ---------------- | ---------------- | ---------------- | ---------------- | ------- |
| Rasuł Abduraim | do 80 kg    | Mauro Sarmiento P 1 - 5 | NQ               | NQ               | NQ               | NQ               | NQ               | 11-16.  |

### Zapasy
Mężczyźni
| Zawodnik        | Konkurencja             | Kwalifikacje         | 1/8                        | Ćwierćfinał          | Półfinał         | Repesaż 1        | Repesaż 2                 | Finał            | Finał   |
| Zawodnik        | Konkurencja             | Przeciwnik Wynik     | Przeciwnik Wynik           | Przeciwnik Wynik     | Przeciwnik Wynik | Przeciwnik Wynik | Przeciwnik Wynik          | Przeciwnik Wynik | Pozycja |
| --------------- | ----------------------- | -------------------- | -------------------------- | -------------------- | ---------------- | ---------------- | ------------------------- | ---------------- | ------- |
| Arsen Eralijew  | -55 kg (styl klasyczny) | BYE                  | Hamid Soryan P 1 - 3       | NQ                   | NQ               | BYE              | Peter Modos P 0 - 3       | NQ               | 9-10.   |
| Danijar Köbönow | -74 kg (styl klasyczny) | BYE                  | Arsen Dżulfalakian P 0 - 3 | NQ                   | NQ               | BYE              | Alaksandr Kikinou P 0 - 3 | NQ               | 9-10.   |
| Magomed Musajew | -96 kg (styl wolny)     | Serhat Balcı W 3 - 1 | Takao Isokawa W 3 - 1      | Reza Yazdani P 1 - 3 | NQ               | BYE              | NQ                        | NQ               | 7-8.    |

Kobiety
| Zawodniczka        | Konkurencja         | Kwalifikacje     | 1/8                     | Ćwierćfinał      | Półfinał         | Repesaż 1        | Repesaż 2        | Finał            | Finał   |
| Zawodniczka        | Konkurencja         | Przeciwnik Wynik | Przeciwnik Wynik        | Przeciwnik Wynik | Przeciwnik Wynik | Przeciwnik Wynik | Przeciwnik Wynik | Przeciwnik Wynik | Pozycja |
| ------------------ | ------------------- | ---------------- | ----------------------- | ---------------- | ---------------- | ---------------- | ---------------- | ---------------- | ------- |
| Ajsułuu Tynybekowa | -63 kg (styl wolny) | BYE              | Henna Johansson P 1 - 3 | NQ               | NQ               | NQ               | NQ               | NQ               | 11-16.  |

### Żeglarstwo
Mężczyźni
| Zawodnik      | Konkurencja | Wyścig | Wyścig | Wyścig | Wyścig | Wyścig | Wyścig | Wyścig | Wyścig | Wyścig | Wyścig | Wyścig | Punkty | Finałowa pozycja |
| Zawodnik      | Konkurencja | 1      | 2      | 3      | 4      | 5      | 6      | 7      | 8      | 9      | 10     | M*     | Punkty | Finałowa pozycja |
| ------------- | ----------- | ------ | ------ | ------ | ------ | ------ | ------ | ------ | ------ | ------ | ------ | ------ | ------ | ---------------- |
| Ilja Ignatjew | Laser       | 49     | 49     | 49     | 48     | 48     | 48     | 38     | 47     | 46     | 49     | -      | 471    | 49.              |